# Сярска гръцка община
Сярската гръцка община (на гръцки: Κοινότητα Σερρών) е гражданско-църковно сдружение на православните гърци в Сяр, Османската империя, съществувало до 1913 година, когато е закрито от новите гръцки власти.

## История
Първите сведения за съществуването на православна сярска община са от началото на XVII век. В кондиката на Сярската митрополия в 1614 година е отбелязано създаването на общинска управа в града, която се състои от 12 членове.